# Mołodeczno (gmina)
Mołodeczno – dawna gmina wiejska istniejąca do 1945 roku w woj. nowogródzkim/Ziemi Wileńskiej/woj. wileńskim (obecnie na Białorusi). Siedzibą gminy było miasteczko Mołodeczno (1997 mieszk. w 1921 roku), które od 1929 roku stanowiło odrębną gminę miejską.
Na samym początku okresu międzywojennego gmina Mołodeczno należała do powiatu wilejskiego w woj. nowogródzkim. 13 kwietnia 1922 roku gmina wraz z całym powiatem wilejskim została przyłączona do objętej władzą polską Ziemi Wileńskiej, przekształconej 20 stycznia 1926 roku w województwo wileńskie.
1 kwietnia 1927 roku gmina weszła w skład nowo utworzonego powiatu mołodeczańskiego w tymże województwie. 21 maja 1929 r. na mocy rozporządzenia Rady Ministrów z dnia 26 kwietnia 1929 roku osadę Mołodeczno zaliczono w poczet miast, z równoczesnym włączeniem w jej granice administracyjne kilku miejscowości z gminy wiejskiej Mołodeczno. Były to: wieś Buchowszczyna, wieś i folwark Buchowszczyna Nowa, folwark Mołodeczno, folwark i zaścianek Helenowo, kolonia Zawań, zaścianek Tywidówka. Po wojnie obszar gminy Mołodeczno wszedł w struktury administracyjne Związku Radzieckiego.

## Demografia
Według Powszechnego Spisu Ludności z 1921 roku gminę zamieszkiwało 9782 osoby, 2039 było wyznania rzymskokatolickiego, 7292 prawosławnego, 8 ewangelickiego, 9 staroobrzędowego, 5 greckokatolickiego 429 mojżeszowego a 20 mahometańskiego. Jednocześnie 2561 mieszkańców zadeklarowało polską, 6822 białoruską, 1 niemiecką, 347 żydowską, 33 rosyjską, 1 małorusińską, 3 łotewską, 3 litewską a 11 ukraińską przynależność narodową. Były tu 1534 budynki mieszkalne.

## Gromady[2]
- Chożowska
- Rogoska
- Moczynowska
- Rajewska
- Wielko-Sielska
- Buchowszczyzniańska
- Wywierska
- Mojsicka
- Mołodeczańska